# Naissance en 1301
Naissance
- 1297
- 1298
- 1299
- 1300
- 1301
- 1302
- 1303
- 1304
- 1305

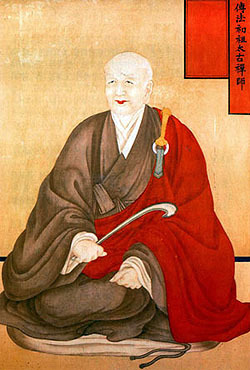
Taego Bou, né en 1301.

Cette page dresse une liste de personnalités nées au cours de l'année 1301 :
- 23 juillet : Othon d'Autriche, duc d'Autriche et de Styrie.
- 5 août : Edmond de Woodstock, comte de Kent.
- 24 septembre: Ralph de Stafford, 2e baron Stafford, puis 1er comte de Stafford, chevalier de la Jarretière, officier anglais réputé des débuts de la guerre de Cent Ans.
- 7 octobre : Alexandre II de Vladimir, grand-prince de Vladimir.

- Taego Bou, maître coréen Son, cofondateur, avec Jinul, de l'ordre Jogye, crédité comme étant fondateur de l'ordre Taego moderne.
- Rodolphe II de Bade-Sausenberg, margrave de Bade-Hachberg-Sausenberg.
- Hélie de Talleyrand-Périgord, cardinal-prêtre de Saint-Pierre-aux-Liens, puis cardinal-évêque d'Albano et doyen du Collège des cardinaux.
- Pierre Flandrin, Cardinal-diacre de S. Eustachio.
- Ingeborg Hakonsdatter, princesse héritière norvégienne.
- Ibn Kathir, ou Imâd ad-Dîn Abû al-Fidâ' 'Ismâ`îl ben `Umar ben Kathîr, juriste shâfi'ite, traditionniste arabe musulman et historien.
- William Montagu, 3e baron Montagu puis 1er comte de Salisbury, fut un noble anglais et un serviteur dévoué du roi Édouard III d'Angleterre.
- Kazan'in Morokata, noble et poète japonais de l'époque de Kamakura.
- Ni Zan, peintre chinois[1].
- Prince Morikuni, neuvième shogun du shogunat de Kamakura.
- Nitta Yoshisada, chef de la famille Nitta et partisan de la Cour du Sud de l'empereur japonais Go-Daigo au cours de la période Nanboku-chō.

date incertaine (vers 1301)
- Fang Congyi, peintre chinois.

## Crédit d'auteurs
- Cet article est partiellement ou en totalité issu de l'article intitulé « 1301 » (voir la liste des auteurs).